# ロミオとジュリエット (1908年のアメリカ合衆国の映画)
『ロミオとジュリエット』（英語: Romeo and Juliet , 「ロミオとジュリエット」主人公らの名）は、1908年（明治41年）製作・公開、ヴァイタグラフ・カンパニー・オヴ・アメリカ（ヴァイタグラフ・スタジオ）製作・配給によるアメリカ合衆国のサイレント映画、短篇映画である。

## 略歴・概要
ヴァイタグラフ・カンパニー・オヴ・アメリカが当時量産していた短篇映画の1作であり、ウィリアム・シェイクスピアの戯曲『ロミオとジュリエット』（1595年前後）の3度目の映画化作品であるとされる。同作はアメリカ合衆国では、同年6月6日に公開された。同年、イギリスでもゴーモンが映画化、11日後の同年6月17日に英国内で公開している。
日本では、日活の前身の1社である横田商会が配給し、1910年（明治43年）5月1日、東京・浅草公園六区の富士館を皮切りに公開された。同時上映は、
尾上松之助を主演に同社が製作した『小楠公』と詳細不明の同社製作作品『大杯酒戦の強者』である。
現在、本作の原版は散逸し現存しないが、上映用プリントが現存する。

## スタッフ・作品データ
- 監督 : J・スチュアート・ブラックトン
- 原作 : ウィリアム・シェイクスピア

- 上映時間（巻数、フィート数） : 約10分（1巻もの、915フィート）[6]
- フォーマット : 白黒映画（彩色）[6] - スタンダードサイズ（1.37:1） - サイレント映画
- 日本初回興行 : 浅草・富士館 [4]

## キャスト
クレジット順
- ポール・パンザー （Paul Panzer） - ロミオ
- フローレンス・ローレンス - ジュリエット

アルファベット順
- ジョン・G・アドルフィ （John G. Adolfi） - ティボルト
- ジョゼフィン・アトキンソン （Josephine Atkinson[7]） - 端役
- ルイーズ・カーヴァー （Louise Carver） - 乳母
- チャールズ・チャップマン （Charles Chapman[8]） - モンタギュー
- グラディス・ヒューレット （Gladys Hulette）
- チャールズ・ケント （Charles Kent） - キャピュレット
- ウィリアム・V・レイナス （William V. Ranous） - 僧ロレンス

- ウィリアム・シー （William Shea） - ピーター
- ハリー・ソルター
- フローレンス・ターナー （Florence Turner）

## 関連事項
- 1910年の日本公開映画
- ヴァイタグラフ・スタジオ （en:Vitagraph Studios）
- J・スチュアート・ブラックトン （en:J. Stuart Blackton）

## 註
1. 1 2  Romeo and Juliet, Internet Movie Database （英語）, 2010年7月27日閲覧。
2. 1 2  William Shakespeare - IMDb（英語）, 2010年7月27日閲覧。
3. ↑  Romeo and Juliet - IMDb（英語）, 2010年7月27日閲覧。
4. 1 2  『日本映画発達史 I 活動写真時代』 、田中純一郎、中公文庫、1975年12月10日 ISBN 4122002850, p.190.
5. ↑  小楠公、日本映画データベース、2010年7月27日閲覧。
6. 1 2 3  Romeo and Juliet, silentera.com （英語）, 2010年7月26日閲覧。
7. ↑  Josephine Atkinson - IMDb（英語）, 2010年7月27日閲覧。
8. ↑  Charles Chapman - IMDb（英語）, 2010年7月27日閲覧。